# ニコロ・ロンゴバルド

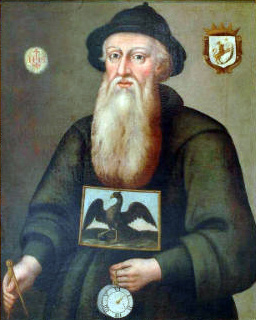
ニコロ・ロンゴバルド

ニコロ・ロンゴバルド（Nicolò Longobardo、1559年? - 1654年?）は、イタリアのイエズス会修道士。マテオ・リッチを継いで、イエズス会の中国宣教会長をつとめた。
名はニコラス・ロンゴバルディ(Nicolas Longobardi)ともいう。中国名は龍華民(Lóng Huámín)。

## 略歴
ロンゴバルドはシチリア王国のカルタジローネに生まれた。1582年にイエズス会に入会した。1597年にマカオに赴任した後、アレッサンドロ・ヴァリニャーノの指示により広東省韶州（今の韶関市）で布教に従事した。
1610年にマテオ・リッチが死亡すると、その後継者としてイエズス会の中国宣教会長に就任した。1613年にはニコラ・トリゴーをローマに派遣して、それまで日本と中国の教会管区が同じであったのを分離させた。1616年に沈㴶（しんかく）のキリスト教排撃によって布教が不可能になったが、天啓帝が即位すると再び布教が許された。1622年、ジョアン・ダ・ロシャに中国宣教会長の座を譲った。
崇禎年間には徐光啓の監督下、暦の改訂にたずさわった。明の滅亡後も中国にとどまり、北京で没した。

## 典礼問題
マテオ・リッチは儒教について融和的な考えを持っており、儒教でいう「上帝」をキリスト教の神の意味で用いた。しかし、後継者のロンゴバルドや、日本で宣教した経験をもつジョアン・ロドリゲスはリッチの方式に反対であった。1623年-1624年ごろロンゴバルドは「上帝・天神・霊魂ほかの中国語の術語に関する論争についての短い解答」という論文をまとめた。この文章は非公開だったが、後にイエズス会の方針に反対するドミニコ会のドミンゴ・フェルナンデス・ナバレテによる1676年の著書の一部として、そのスペイン語訳が出版された。さらに、17世紀末のヨーロッパで典礼論争が激しくなると、パリ外国宣教会のルイ・シャンピオン・ド・シセが同書を1701年にフランス語に翻訳して出版した。この書物はゴットフリート・ライプニッツに影響を与え、「中国自然神学論　中国哲学についてド・レモン氏に宛てた書簡」を生むことになった。